# 41671 Benhardesty
41671 Benhardesty è un asteroide della fascia principale. Scoperto nel 2000, presenta un'orbita caratterizzata da un semiasse maggiore pari a 3,148168 UA e da un'eccentricità di 0,188128, inclinata di 18,511051° rispetto all'eclittica. Ha un diametro di 6,843 km,